# マラネッロ
マラネッロ（伊: Maranello）は、イタリア共和国エミリア＝ロマーニャ州モデナ県にある、人口約17,000人の基礎自治体（コムーネ）。マラネロとも表記される。
イタリアを代表する自動車メーカーのひとつ、フェラーリの本拠地として知られる。フェラーリの車名「575Mマラネッロ」はこの町の名にちなむ。

## 地理
モデナ県中部の町である。県都モデナから南南西へ14km、州都ボローニャから西へ38km、ミラノから南東へ169kmの距離にある。
なお、ランボルギーニの本社のあるサンターガタ•ボロニェーゼ（ボローニャ県）は、マラネッロから北東へ約26kmの距離にある。

### 隣接コムーネ
隣接するコムーネは以下の通り。
- フォルミージネ - 北
- カステルヴェトロ・ディ・モーデナ - 東
- マラーノ・スル・パーナロ - 南
- セッラマッツォーニ - 南西
- フィオラーノ・モデネーゼ - 西

### 気候分類・地震分類
マラネッロにおけるイタリアの気候分類 (it) および度日は、zona E, 2378 GGである。
また、イタリアの地震リスク階級 (it) では、zona 2 (sismicità media) に分類される。

## 経済・産業

### フェラーリの本拠地

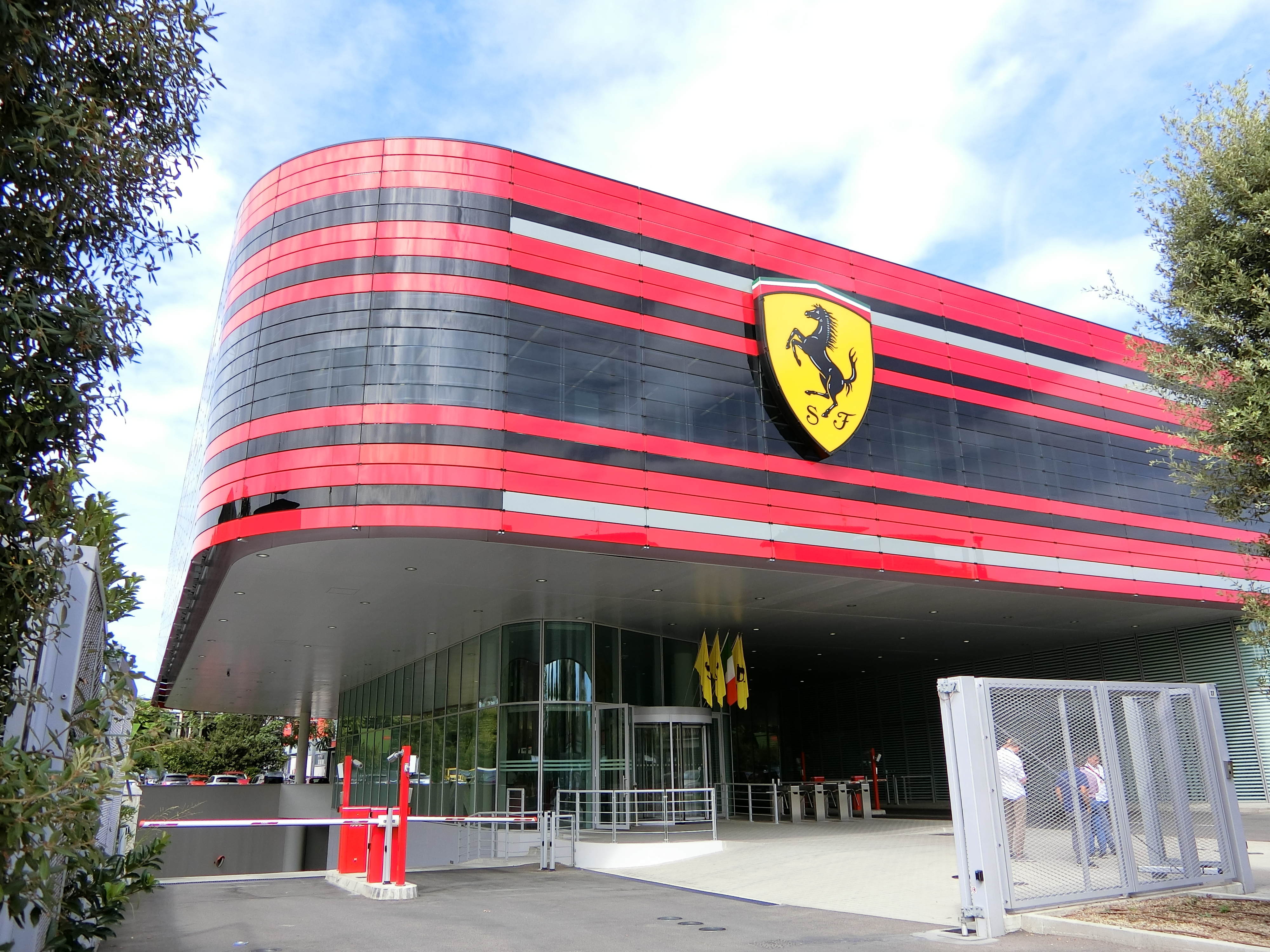
フェラーリの工場正門

大都市ミラノから南東に約150km、モデナ県の県都モデナからバスで30分ほどの距離にある。のどかな田園風景が広がる田舎町だが、高級スポーツカーメーカーのフェラーリの本拠地があることで世界的に知られる。単に「マラネッロ」と言えばフェラーリ本社を指す事も多く、町の名前はフェラーリの車名「575Mマラネッロ」にも使われている。フェラーリがF1で優勝する度に、マラネッロの教会では祝福の鐘が鳴らされる。
本社敷地内の見学は原則不可だが、正規販売店にてフェラーリ車を購入した者は、そのディーラー、もしくは「フェラーリ・コンシェルジュ」を通じて見学を申し込むことができる。同時に申し出ておけば、オーナーではない同伴者も見学できる。
F1マシンやエンジンの開発を行うモータースポーツ部門（スクーデリア・フェラーリ）の施設は、本社工場（ロードカー部門）とは別区画にある。これに隣接して、ロードカーおよびレーシングカーのテストを行う社有コース、ピスタ・ディ・フィオラーノがある。2009年以降は、テスト制限により最新F1マシンの走行は見られなくなったが、顧客に売られた中古F1マシンの走行会が行われている。地元住民や熱心なフェラーリファン（ティフォージ）がフェンスに張り付いている様子は、この街ならではの風景といえる。
街中の通りには創業者エンツォ・フェラーリを始め、「タツィオ・ヌヴォラーリ」「アルベルト・アスカーリ」「アルフレード・ディーノ・フェラーリ」「ロレンツォ・バンディーニ」「ジル・ヴィルヌーヴ」といったフェラーリゆかりの人物の名が付けられている。
街の各所には、本社詣でに訪れた一般観光客が立ち寄るスポットが点在する。工場の正門を隔てた道路向こう側にはオフィシャルグッズを扱う「フェラーリ・ストア」と、フェラーリ社内のケータリングにも利用するレストラン「リストランテ・カバリーノ」がある。店の奥にはエンツォ・フェラーリの特別室があり、本社へ来訪したゲストをもてなすために利用された。さらに数分歩くと、フェラーリ歴代のスポーツカーやレーシングカーを展示する「ガレリア・フェラーリ（フェラーリ美術館）」がある。ほかには、ミハエル・シューマッハらフェラーリF1ドライバー御用達の「リストランテ・モンターナ」も知られる。

## 行政

### 分離集落
マラネッロには以下の分離集落（フラツィオーネ）が存在する。
- Bell'Italia, Fogliano, Gorzano, Pozza, San Venanzio, Torre delle Oche, Torre Maina

## 姉妹都市
- 坂祝町（日本・岐阜県）[9]
  - 2012年2月21日 友好都市提携

坂祝町にある中日本自動車短期大学とマラネッロのイプシアフェラーリ校が姉妹校として交流を行っていたことから。